# Катастрофа Ил-18 под Ленинабадом
Катастрофа Ил-18 под Ленинабадом — крупная авиационная катастрофа, произошедшая субботним утром 24 февраля 1973 года в Матчинском районе Ленинабадской области. Авиалайнер Ил-18В Душанбинского ОАО авиакомпании «Аэрофлот» выполнял плановый внутренний рейс SU-630 по маршруту Душанбе — Ленинабад — Москва, но при заходе на посадку в Ленинабадском аэропорту лайнер потерял управление и опрокинулся на левое крыло. Вскоре самолёт перешёл в крутую спираль со снижением и начал разрушаться в воздухе, при этом загоревшись, после чего разрушенный и горящий лайнер вертикально упал на поле близ посёлка городского типа Бустон и полностью разрушился. Погибли все 79 человек на борту — 70 пассажиров и 9 членов экипажа.
На момент событий это была крупнейшая авиационная катастрофа в Таджикистане (на 2024 год — вторая, после катастрофы в Хороге, где 82 погибших).
Официальная причина катастрофы так и не была установлена.

## Самолёт
Ил-18В с бортовым номером CCCP-75712 (заводской — 189001803, серийный — 018-03) был выпущен ММЗ «Знамя Труда» 12 февраля 1960 года и имел салон на 89 пассажиров. 25 февраля самолёт поступил в Душанбинский авиаотряд Таджикского управления гражданской авиации. На момент катастрофы авиалайнер имел 20 404 лётных часа и 9590 посадок.

## Экипаж
Ил-18 пилотировал экипаж из 186-го лётного отряда, в состав которого входил:
- Командир воздушного судна (КВС) — Владимир Васильевич Шапошников

- Второй пилот — Вячеслав Васильевич Тимошенко

- Штурман — Николай Порфирьевич Оленич

- Бортмеханик — Валерий Петрович Татаринцев

- Бортрадист — Владимир Семёнович Ваганов

В салоне авиалайнера работали 3 бортпроводника:
- Г. А. Безделова

- Ю. Быкова

- И. Большакова

Также в состав экипажа входил сопровождающий милиционер.

## Катастрофа
24 февраля 1973 года в 07:06 местного времени (04:06 МСК) рейс 630 вылетел из аэропорта Душанбе по магнитному курсу 86°, рейс выполнял Ил-18В борт СССР-75712, летящий из Душанбе в Москву с промежуточной посадкой в Ленинабаде. Всего на его борту находились 79 человек: 70 пассажиров (65 взрослых пассажиров и  5 детей) и 9 членов экипажа.
В 07:14 (04:14 МСК) самолёт прошёл траверз ДПРМ Душанбе на высоте 4500 метров, после чего направился на ОПРС Пугус, при этом поднимаясь до высоты 5700 метров. О занятии данной высоты экипаж доложил в 07:17:40, в ответ на что диспетчер дал им разрешение подниматься до эшелона 6600 метров, а также запросил расчётное время пролёта ОПРС Ура-Тюбе. Экипаж сообщил, что расчётное время — 04:30 МСК, после чего продолжил набирать высоту. В 07:21 с борта Ил-18 доложили о занятии высоты 6600 метров и о том, что полёт происходит между слоями облачности. После этого экипаж перешёл на связь с диспетчером РЛП Ташкент, а в 07:24 включил автопилот.
В 07:30 (04:30 МСК), то есть в расчётное время, самолёт вошёл в район РНТ Ура-Тюбе, где следовало совершить правый разворот на 60° в сторону Ленинабада. Но вместо этого экипаж повернул только на 10°, после чего продолжал лететь в таком направлении около 3 минут на автопилоте с сохранением высоты 6600 метров при приборной скорости 470 км/ч. В 04:33:27 экипаж доложил о пролёте Ура-Тюбе и начале снижения по направлению на Листвянку. В ответ в 07:33:30 диспетчер разрешил им снижаться до высоты 4500 метров по данному направлению. Экипаж подтвердил получение информации, после чего при включённом автопилоте повернул самолёт на 15°.
После данного манёвра автопилот был отключён, после чего самолёт повернулся вправо на 60°, затем выведен из правого крена и введён в левый, который рос со скоростью 3—4°/сек, пока не достиг 90°, то есть крылья заняли вертикальное положение и подъёмная сила упала до нуля. Ил-18 вошёл в крутую левую спираль и понёсся к земле, разогнавшись до 840 км/ч при вертикальной скорости до 100 м/с. Перегрузки при этом достигли 4—4,4g. Из-за колоссальных аэродинамических нагрузок на высоте 2200 метров у самолёта оторвало крылья, при этом вытекший из повреждённой топливной системы керосин воспламенился. В 07:37 местного времени (04:37 МСК) фюзеляж Ил-18 врезался в поле в Матчинском районе Ленинабадской области в точке 40°27′12″ с. ш. 69°22′50″ в. д.. Место падения находилось в 8,4 километрах юго-восточнее районного центра Бустона и в 38 километрах северо-западнее Ленинабада. Оба крыла лежали на расстоянии 500—630 метров от фюзеляжа, а общая площадь разброса обломков имела размеры 1200 на 550 метров. Все 79 человек на борту самолёта погибли. На момент событий это была крупнейшая авиакатастрофа в Таджикистане (на 2024 год — вторая).

## Причины

### Расследование
По данным комиссии МГА было установлено, что все основные системы самолёта были исправны и работали нормально. Признаков усталостных трещин найдено не было, так же, как и не было найдено признаков заклинивания системы управления. Экипаж был подготовлен для выполнения полёта, а погодные условия были нормальными. Также в районе не проводилось никаких полётов военной авиации, в том числе и беспилотных летательных аппаратов, как и не проводилось стрельб.
Организация и управление воздушным движением в основном соответствовали установленным требованиям, но в то же время были отмечены отдельные ошибки диспетчера:
- не следил за движением самолёта на последнем участке полёта;
- не заметил уклонение самолёта от трассы;
- не заметил исчезновение отметки самолёта с экрана радиолокатора.

### Заключение МГА
Заключения о причинах катастрофы сделано не было.

### Заключение МАП
По мнению представителей МАП, пилоты совершали полёт с грубыми нарушениями и не контролировали фактическое нахождение самолёта. Так, о пролёте Ура-Тюбе пилоты сообщили лишь спустя 3 минуты, при этом не назвав фактическое время пролёта, а при проведении в районе РНТ Дальверзина правого поворота в сторону Листвянки и занятии курса 64° (вместо требуемого 115°) экипаж энергично перевёл самолёт в левый крен, тем самым введя его затем в крутое снижение. По мнению представителей МАП, такой манёвр можно объяснить дезориентацией экипажа, который понял, что летит совсем по другой трассе, и решил с неё уйти. Так как самолёт в это время находился в облаках, то пилоты не могли определить своё положение в пространстве по горизонту и наземным ориентирам. При этом о своём уклонении с маршрута диспетчеру они не докладывали, чем значительно усложнили себе выход из создавшейся ситуации. Дальнейшие ошибочные действия экипажа ввели самолёт в глубокий левый крен. Когда пилоты поняли, что Ил-18 попал в крутую левую спираль, они попытались вывести его из неё с помощью руля высоты, что в данном случае было ошибкой, так как только увеличило крен и самолёт перешёл в ещё более интенсивное падение, а экипаж потерял контроль над управлением.
Таким образом, представители МАП сделали заключение, что катастрофа произошла в результате интенсивного развития левого крена, увеличения скоростного напора, числа М и перегрузки и значительного выхода этих параметров за максимально допустимые предельные значения и, как следствие, разрушения самолёта в воздухе.
Что до интенсивного развития левого крена, то тут возможны два варианта:
- могла кратковременно отказать дистанционная передача указателя резервного авиагоризонта АГД-1 при пилотировании по этому авиагоризонту левым лётчиком и отсутствии контроля за показаниями основных авиагоризонтов АГБ-2;
- экипаж был слишком напряжён из-за допущенных им отступлений и нарушений после пролёта Ура-Тюбе, при том, что отсутствовал контроль со стороны авиадиспетчера.